# 加甫里尔·杰尔查文

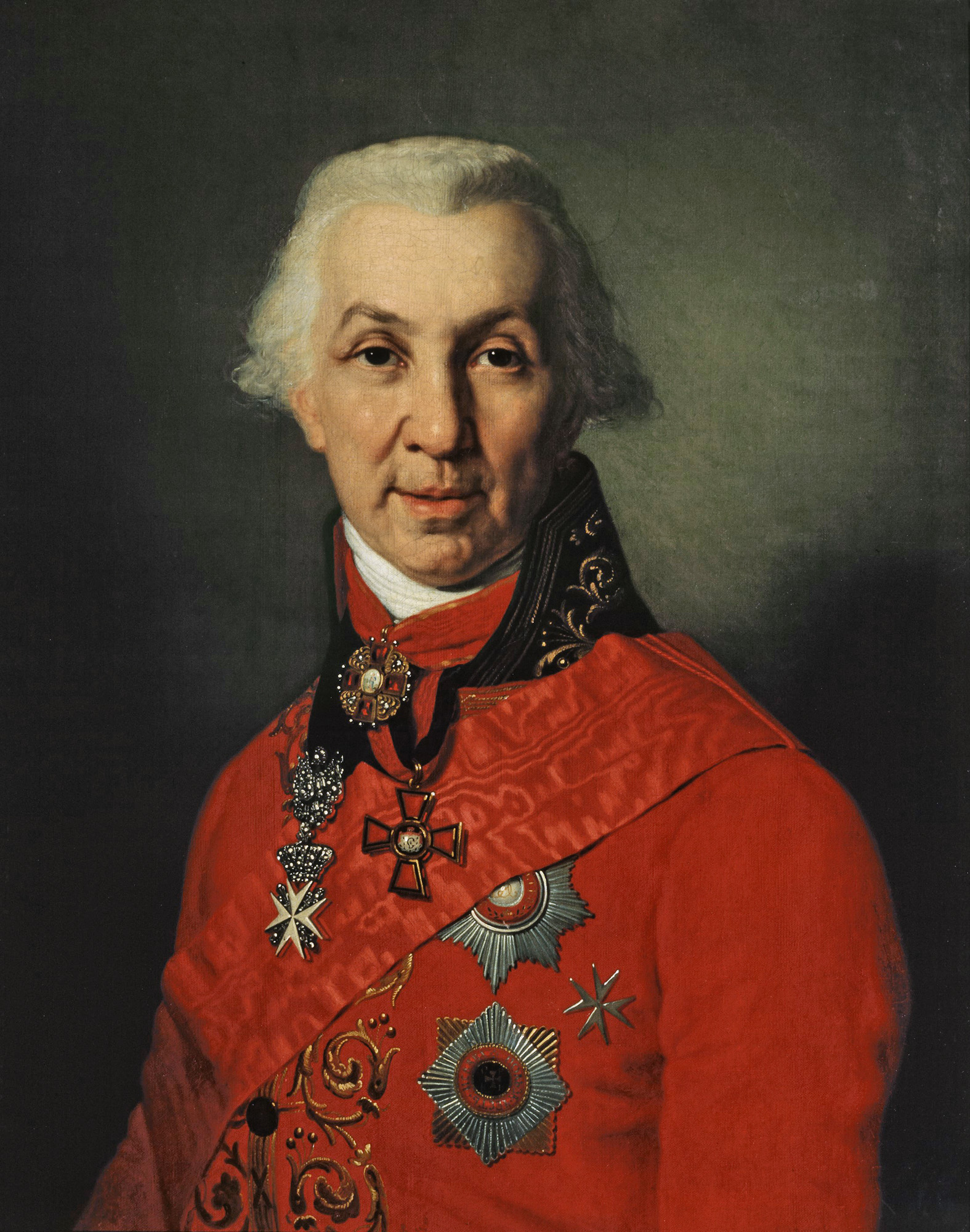

加甫里尔·罗曼诺维奇·杰尔查文（俄語：Гаврии́л Рома́нович Держа́вин；1743年7月14日—1816年7月20日），18世纪的俄罗斯诗人。

## 生平
1743年7月3日，杰尔查文诞生在喀山一个小贵族家庭。全家的财产只有一片小领地和十个农奴。父亲死后，母亲和三个孩子陷入了更加贫困的境地，经常受到富人和官吏的欺侮。青少年时代的印象深深地刻在诗人的心中，并在他后来的创作中得到反映。
1759年，16岁的杰尔查文进喀山中学学习。1763年，他应征入伍，在彼得堡的普列奥布拉任斯科耶近卫军团充当普通兵，1770年晋升为准尉。三年以后，普加乔夫领导的农民起义的烈火席卷俄国许多地区，叶卡捷琳娜二世派兵镇压，杰尔查文自愿前去讨伐。普加乔夫曾经悬赏一万卢布换取他的头颅。
1777年，他因与上司意见不和，脱离军队。1783年，他因创作歌颂叶卡捷琳娜女皇的颂诗《费丽察》而受到女皇器重。女皇奖给他一个金烟盒和五百个金卢布，并先后任命他为奥隆涅茨省和唐波夫省省长。1791年，为了让他创作更多的颂诗，女皇任命他为私人秘书，但是杰尔查文对女皇的作风和宫廷的生活感到厌恶，不愿从命，因而失宠。
在保罗一世和亚历山大一世时代，杰尔查文身居要职，出任过司法部长。晚年，他住在滋万卡河畔的领地上。1816年逝世。

## 创作
杰尔查文的诗歌创作活动始于18世纪60年代。在军队中服役的时候，他常常背着伙伴们悄悄读书，并模仿罗蒙诺索夫和苏马罗科夫写爱情诗、讽刺诗和颂诗。七十年代，杰尔查文的诗歌开始经常见于报刊，诗名远播。杰尔查文以写颂诗为主，就内容而言，他的颂诗可以分为政治性颂诗、讽刺性颂诗和哲理性颂诗等。
政治性颂诗的描写对象首先是叶卡捷琳娜女皇，代表作是《费丽察》。这首诗借用了女皇本人于1781年给她的孙子亚历山大写的一篇童话《关于赫洛尔王子的故事》，将女皇塑造为关心人民疾苦的贤明君主。另外还歌颂过苏沃洛夫等人。哲理诗有《梅谢尔斯基公爵之死》等。